# Sauber C24
El Sauber C24 fue un monoplaza de Fórmula 1 para la temporada 2005. El asiento número 11 fue tomado por Jacques Villeneuve, con Felipe Massa en el asiento número 12, la primera vez que Sauber tenía una alineación de pilotos no europeos. Originalmente, el Sauber C24 debía ser lanzado en Kuala Lumpur, Malasia, el 11 de enero, pero el 4 de enero, el lanzamiento fue cancelado debido al terremoto del Océano Índico en 2004. Este coche fue el primero completamente diseñado con el nuevo túnel de viento del equipo en Hinwil. El equipo no tenía un controlador de prueba. El motor era un Petronas (Ferrari) 05A 3.0 V10. El patrocinador principal del equipo fue Credit Suisse. Sauber terminó octavo en el Campeonato de Constructores anotando apenas 20 puntos, el peor resultado del equipo desde 2000.

## Patrocinadores

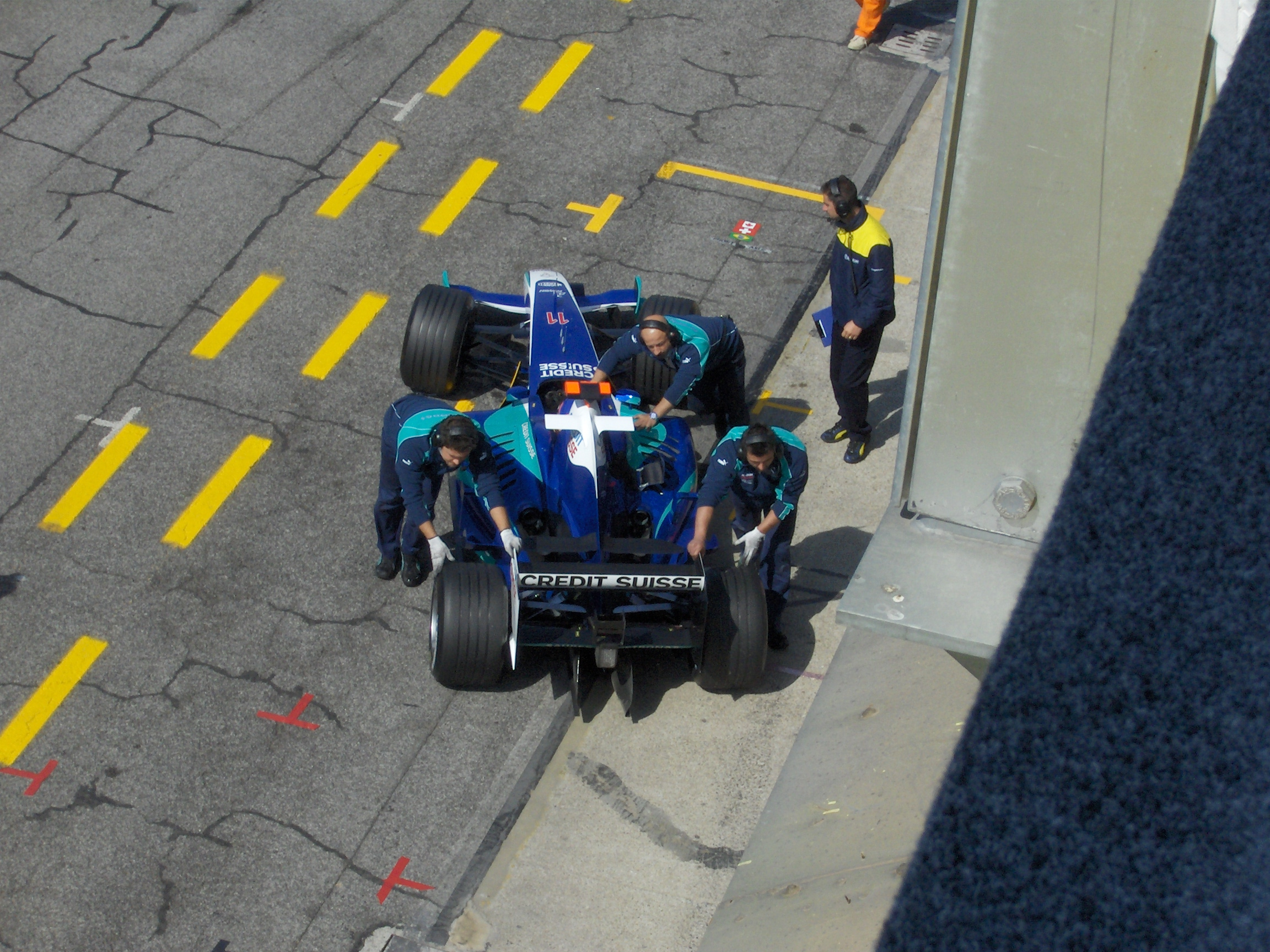
Jacques Villeneuve en el Gran Premio de San Marino de 2005.

Sauber entró en la temporada 2005 con continuidad de patrocinio. La librea tuvo un cambio de patrocinio, ya que Red Bull partió para Red Bull Racing después de una alianza de nueve años con el equipo suizo. La librea delantera se cambió a azul debido al uso de neumáticos Michelin, anteriormente la librea de la nariz era blanca en las temporadas 2001-2004.

## C24B
El equipo Sauber fue tomado por BMW para la temporada 2006. Una versión C24B del monoplaza, equipado con un motor P86 V8 de BMW. Se usó en las primeras pruebas entre las temporadas 2005 y 2006 en las manos de Nick Heidfeld y Jacques Villeneuve. El 27 de noviembre de 2005, el alemán asistió a un asiento de Sauber con su antiguo jefe, Peter Sauber. Del 28 de noviembre al 2 de diciembre de 2005, también asistió a pruebas fuera de temporada en Barcelona en un automóvil C24B que usaba neumáticos Michelin. Del 7 al 17 de diciembre de 2005, Heidfeld y Villeneuve asistieron a las pruebas de la temporada en el Circuito de Jerez con el mismo coche. Justo antes del lanzamiento del BMW Sauber F1.06, Heidfeld asistió a las pruebas fuera de temporada con el auto C24B con el uniforme interino blanco completo del 10 de enero al 13 de enero de 2006.

## Resultados

### Fórmula 1
(Clave) (negrita indica pole position) (cursiva indica vuelta rápida)

| Año  | Motor                      | Neu. | N.º | Pilotos            | 1   | 2   | 3   | 4   | 5   | 6   | 7   | 8   | 9   | 10  | 11  | 12  | 13  | 14  | 15  | 16  | 17  | 18  | 19  | Puntos | Pos. |
| ---- | -------------------------- | ---- | --- | ------------------ | --- | --- | --- | --- | --- | --- | --- | --- | --- | --- | --- | --- | --- | --- | --- | --- | --- | --- | --- | ------ | ---- |
| 2005 | Petronas (Ferrari) 05A V10 | M    |     |                    | AUS | MYS | BHR | SMR | ESP | MON | EUR | CAN | USA | FRA | GBR | GER | HUN | TUR | ITA | BEL | BRA | JPN | CHN | 20     | 8º   |
| 2005 | Petronas (Ferrari) 05A V10 | M    | 11  | Jacques Villeneuve | 13  | Ret | 11  | 4   | Ret | 11  | 13  | 9   | DNS | 8   | 14  | 15  | Ret | 11  | 11  | 6   | 12  | 12  | 10  | 20     | 8º   |
| 2005 | Petronas (Ferrari) 05A V10 | M    | 12  | Felipe Massa       | 10  | 10  | 7   | 10  | 11  | 9   | 14  | 4   | DNS | Ret | 10  | 8   | 14  | Ret | 9   | 10  | 11  | 10  | 6   | 20     | 8º   |

- [1]